# 奥库斯蒂·西赫沃拉
奥库斯蒂·西赫沃拉（芬蘭語：Aukusti Sihvola，19853月7日—20196月18日），芬兰男子摔跤运动员。他曾代表芬兰参加2018年夏季奥林匹克运动会摔跤比赛，获得男子自由式重量级银牌。